# Thottiyam
Thottiyam är en ort i Indien.   Den ligger i distriktet Tiruchchirāppalli och delstaten Tamil Nadu, i den södra delen av landet, 2 000 km söder om huvudstaden New Delhi. Thottiyam ligger 99 meter över havet och antalet invånare är 13 757.
Terrängen runt Thottiyam är huvudsakligen platt, men norrut är den kuperad. Runt Thottiyam är det tätbefolkat, med 308 invånare per kvadratkilometer. Närmaste större samhälle är Musiri, 12,7 km öster om Thottiyam. Trakten runt Thottiyam består till största delen av jordbruksmark.